# Фикобилини
Фикобилини су као и каротеноиди помоћни фотосинтетички пигменти који упијају светлост коју хлорофил не прима, мењају јој таласну дужину и усмеравају је након тога на хлорофил. Врсте су фикоцијанин и фикоеритрин. Углавном се налазе код бактерија.